# Robert Quinn (Regisseur)
Robert Quinn (* 27. Februar 1970 in Irland) ist ein irischer Fernsehregisseur.
Quinn war seit 1987 in unterschiedlichen Funktionen an der Produktion von Filmen beteiligt. Seit 1989 arbeitete er als Second Unit Director für mehr als 30 Filme. 
2004 drehte er den mehrfach ausgezeichneten Dokumentarfilm Cinegael Paradiso. In dem Film blickt Robert Quinn, der Sohn des irischen Autors und Filmemachers Bob Quinn (gäl. Roibeard Ó Cuinn, * 1935), auf seine Kindheit und auf das künstlerische Werk seines Vaters zurück. 
2007 drehte Quinn für das irische Fernsehen die Miniserie Legend, die Geschichte von drei irischen Familien, die versuchen, mit der Modernisierung Irlands zurechtzukommen. Die Serie erhielt u. a. eine Nominierung (Bester Produzent/Bester Regisseur) für den Irish Film and Television Award (IFTA) 2007. Von 2009 bis 2013 drehte er insgesamt sieben Folgen der in Irland erfolgreichen Fernsehserie Rásaí na Gaillimhe/The Galway Races und erhielt dafür 2010 eine IFTA-Nominierung. In dieser Zeit führte er fast ausschließlich in irischen und britischen Serien Regie, darunter Death in Paradise (2 Folgen), Hollyoaks (4 Folgen), Inspector Banks (2 Folgen) oder auch Der junge Inspektor Morse (1 Folge).